# Гавр (округ)
Округ Гавр (фр. Arrondissement du Havre) — округ у Франції, в департаменті Приморська Сена. 2023 року округ об'єднував 149 муніципалітетів, населення становило 383 415 осіб.
Адміністративний центр (супрефектура) — Гавр.

## Муніципалітети
Список муніципалітетів округу та їхні коди INSEE:
1. Альвімар (76002)
2. Анвронвіль (76236)
3. Англесквіль-л'Еневаль (76017)
4. Анжервіль-Баєль (76012)
5. Анжервіль-ла-Мартель (76013)
6. Анжервіль-л'Орше (76014)
7. Анкреттвіль-сюр-Мер (76011)
8. Аннувіль-Вільменій (76021)
9. Арфлер (76341)
10. Аттанвіль (76342)
11. Безвіллетт (76092)
12. Безвіль-ла-Греньє (76090)
13. Бек-де-Мортань (76068)
14. Бенарвіль (76076)
15. Бенувіль (76079)
16. Берньєр (76082)
17. Больбек (76114)
18. Больвіль (76115)
19. Бордо-Сен-Клер (76117)
20. Борепер (76064)
21. Борнамбюск (76118)
22. Бреоте (76141)
23. Бреттвіль-дю-Гран-Ко (76143)
24. Вальмон (76719)
25. Ваттето-су-Бомон (76725)
26. Ваттето-сюр-Мер (76726)
27. Вержето (76734)
28. Вілленвіль (76741)
29. Віннмервіль (76746)
30. Вірвіль (76747)
31. Гавр (76351)
32. Ганзевіль (76298)
33. Генневіль (76296)
34. Годервіль (76302)
35. Гоммервіль (76303)
36. Гонневіль-ла-Малле (76307)
37. Гонфревіль-Кайо (76304)
38. Гонфревіль-л'Орше (76305)
39. Гран-Кам (76318)
40. Грембувіль (76314)
41. Гренвіль-Імовіль (76317)
42. Грюше-ле-Валасс (76329)
43. Добеф-Сервіль (76213)
44. Еквіль (76361)
45. Екренвіль (76224)
46. Екреттвіль-сюр-Мер (76226)
47. Елето (76232)
48. Епревіль (76240)
49. Епрето (76239)
50. Епувіль (76238)
51. Ермевіль (76357)
52. Етеню (76250)
53. Етрета (76254)
54. Єблерон (76751)
55. Жервіль (76300)
56. Жерпонвіль (76299)
57. Іпор (76754)
58. Іпревіль-Бівіль (76755)
59. Клевіль (76181)
60. Кліпонвіль (76182)
61. Ковіль-сюр-Мер (76167)
62. Кольвіль (76183)
63. Контремулен (76187)
64. Крикбеф-ан-Ко (76194)
65. Крикето-ле-Мокондюї (76195)
66. Крикето-л'Еневаль (76196)
67. Кювервіль (76206)
68. Ла-Потрі-Кап-д'Антіфе (76508)
69. Ла-Ремюе (76522)
70. Ла-Серланг (76169)
71. Ла-Триніте-дю-Мон (76712)
72. Ла-Френе (76281)
73. Ланкето (76382)
74. Ле-Лож (76390)
75. Ле-Тійоль (76693)
76. Ле-Труа-П'єрр (76714)
77. Лемпівіль (76386)
78. Ленто (76388)
79. Лілльбонн (76384)
80. Манегліз (76404)
81. Манікервіль (76406)
82. Маннвілллетт (76409)
83. Манневіль-ла-Гупій (76408)
84. Мантвіль (76425)
85. Меламар (76421)
86. Мірвіль (76439)
87. Монтівільє (76447)
88. Норвіль (76471)
89. Нотр-Дам-дю-Бек (76477)
90. Нуенто (76468)
91. Обервіль-ла-Рено (76033)
92. Октевіль-сюр-Мер (76481)
93. Парк-д'Анксто (76494)
94. Петівіль (76499)
95. П'єррфік (76501)
96. Пор-Жером-сюр-Сен (76476)
97. Раффето (76518)
98. Ривіль (76529)
99. Рожервіль (76533)
100. Рольвіль (76534)
101. Рувіль (76543)
102. Сандувіль (76660)
103. Сассто-ле-Мокондюї (76663)
104. Сен-Венсан-Краменій (76658)
105. Сен-Вігор-д'Імонвіль (76657)
106. Сен-Жан-де-Фольвіль (76592)
107. Сен-Жан-де-ла-Невіль (76593)
108. Сен-Жиль-де-ла-Невіль (76586)
109. Сен-Жуен-Брюневаль (76595)
110. Сен-Леонар (76600)
111. Сен-Лоран-де-Бреведан (76596)
112. Сен-Маклу-ла-Брієр (76603)
113. Сен-Мартен-дю-Бек (76615)
114. Сен-Мартен-дю-Мануар (76616)
115. Сен-Морис-д'Етелан (76622)
116. Сен-Нікола-де-ла-Тай (76627)
117. Сен-П'єрр-ан-Пор (76637)
118. Сен-Ромен-де-Кольбоск (76647)
119. Сен-Совер-д'Емальвіль (76650)
120. Сеннвіль-сюр-Фекам (76670)
121. Сенневіль (76551)
122. Сент-Адресс (76552)
123. Сент-Антуан-ла-Форе (76556)
124. Сент-Елен-Бондвіль (76587)
125. Сент-Есташ-ла-Форе (76576)
126. Сент-Марі-о-Боск (76609)
127. Сент-Обен-Руто (76563)
128. Соркенвіль (76680)
129. Соссезмар-ан-Ко (76669)
130. Танкарвіль (76684)
131. Тевіль-о-Майо (76686)
132. Терр-де-Ко (76258)
133. Терульдевіль (76685)
134. Токвіль-ле-Мюр (76695)
135. Тремовіль (76710)
136. Трувіль (76715)
137. Турвіль-лез-Іф (76706)
138. Туссен (76708)
139. Тюррто (76716)
140. Тьєржевіль (76688)
141. Тьєтревіль (76689)
142. Удаль (76489)
143. Укто (76368)
144. Фекам (76259)
145. Фонгезмар (76268)
146. Фонтен-ла-Малле (76270)
147. Фонтене (76275)
148. Фробервіль (76291)
149. Фукар (76279)